# 시마지리

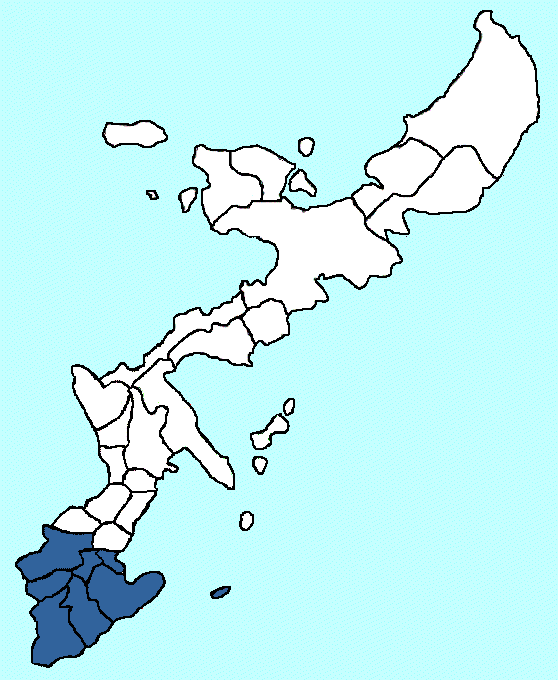
시마지리

시마지리(島尻)는 오키나와 본섬의 남서부 지역이다. 오키나와 본섬은 북동쪽에서 남서쪽으로 구니가미, 나카가미, 시마지리로 3등분 된다. 중심 도시는 나하시다.